# Мал (Селаж)
Мал (рум. Mal) — село у повіті Селаж в Румунії. Входить до складу комуни Сиг.
Село розташоване на відстані 387 км на північний захід від Бухареста, 21 км на південний захід від Залеу, 67 км на північний захід від Клуж-Напоки.

## Населення
За даними перепису населення 2002 року у селі проживали 1163 особи.
Національний склад населення села:
| Національність | Кількість осіб | Відсоток |
| -------------- | -------------- | -------- |
| румуни         | 671            | 57,7%    |
| цигани         | 492            | 42,3%    |

Рідною мовою назвали:
| Мова      | Кількість осіб | Відсоток |
| --------- | -------------- | -------- |
| румунська | 671            | 57,7%    |
| циганська | 492            | 42,3%    |